# 拉尔夫·达伦多夫
拉尔夫·达伦多夫，达伦多夫男爵，KBE（英語：Ralf Gustav Dahrendorf, Baron Dahrendorf，1929年5月1日—2009年6月17日），是英国一位德裔社会学家、哲學家、政治学家、自由派政治家，冲突理论的代表之一。他反对结构功能主义对共识、秩序和均衡的片面强调，关注社会中变迁、冲突的方面，找回问题意识，建立冲突的社会分析模式。1959年出版的《工业社会中的阶级和阶级冲突》（Soziale Klassen und Klassenkonflikt in der industriellen Gesellschaft）是其代表作，认为任何社会组织都是强制性协调的联合体，社会组织内部并不平衡，由此产生出统治和被统治的两种人，工业社会将冲突制度化，从而使阶级冲突转化为个人竞争。